# Gute (ort)
Gute, även kallat Bäl, är en småort i Bäls socken i Gotlands kommun i Gotlands län, belägen på östra Gotland mellan Visby och Slite längs väg 147.
I Gute ligger Bäls kyrka.